# Selaginella pilifera
Selaginella pilifera är en mosslummerväxtart som beskrevs av Addison Brown. Selaginella pilifera ingår i släktet mosslumrar, och familjen mosslummerväxter. Inga underarter finns listade i Catalogue of Life.